# Термоядерная реакция

Схема реакции дейтерий — тритий

Анимированная схема реакции дейтерий — тритий

Термоя́дерная реа́кция — разновидность ядерной реакции, при которой лёгкие атомные ядра объединяются в более тяжёлые за счёт кинетической энергии их теплового движения.

## Происхождение термина
Для того, чтобы произошла ядерная реакция, исходные атомные ядра должны преодолеть так называемый «кулоновский барьер» — силу электростатического отталкивания между ними. Для этого они должны иметь большу́ю кинетическую энергию. Согласно кинетической теории, кинетическую энергию движущихся микрочастиц вещества (атомов, молекул или ионов) можно представить в виде температуры, а следовательно, нагревая вещество, можно достичь термоядерной реакции. Именно эту взаимосвязь нагревания вещества и ядерной реакции и отражает термин «термоядерная реакция».

## Кулоновский барьер

График зависимости активности термоядерной реакции (среднее значение времени сечения и относительной скорости реагирующих ядер) от температуры для реакций дейтерия. Среднее значение определяется по максвелловскому распределению скоростей ионов с соответствующей температурой.

Атомные ядра имеют положительный электрический заряд. На больших расстояниях их заряды могут быть экранированы электронами электронных оболочек атомов. Для того, чтобы произошло слияние ядер, во-первых, процесс слияния должен быть энергетически выгоден и, во-вторых, — они должны сблизиться на расстояние, на котором существенно действие сильного взаимодействия между нуклонами. Это расстояние — порядка размера самих ядер и во много раз меньше размера атомов.
На таких расстояниях электронные оболочки атомов (даже если бы они сохранились) уже не могут экранировать заряды ядер, поэтому ядра испытывают сильное электростатическое отталкивание. Сила этого отталкивания, в соответствии с законом Кулона, обратно пропорциональна квадрату расстояния между зарядами. На расстояниях порядка размера ядер сила притяжения сильного взаимодействия, которое стремится их связать, быстро возрастает и становится больше силы кулоновского отталкивания.
Таким образом, чтобы вступить в реакцию, ядра должны преодолеть потенциальный барьер кулоновского отталкивания. Например, для реакции дейтерий-тритий величина этого барьера до начала действия сильного взаимодействия составляет примерно 0,1 МэВ. Для сравнения, энергия ионизации атома водорода — 13 эВ. Поэтому вещество, способное вступать в термоядерные реакции, будет представлять собой практически полностью ионизированную плазму.
Температура, эквивалентная 0,1 МэВ, приблизительно равна 109 К, и технически трудно достижима. Однако есть два эффекта, которые снижают температуру, необходимую для термоядерной реакции:
- Во-первых, температура характеризует лишь среднюю кинетическую энергию частиц плазмы, в плазме есть частицы как с меньшей энергией, так и с большей. На самом деле в термоядерной реакции участвует небольшое количество ядер, имеющих энергию намного больше средней энергии, характеризуемой температурой (так называемый «хвост максвелловского распределения»).

- Во-вторых, благодаря квантовым эффектам, ядра не обязательно должны иметь энергию, превышающую кулоновский барьер. Если их энергия немного меньше барьера, они могут с некоторой вероятностью туннелировать сквозь него, причём чем ближе эта энергия к величине кулоновского барьера, тем выше вероятность ядерной реакции[1].

Мощность термоядерного синтеза на единицу объёма описывается выражением:
{\displaystyle P_{f}=n_{A}n_{B}\langle \sigma \nu _{A,B}\rangle E_{f},}
где {\displaystyle P_{f}} — мощность термоядерного синтеза на единицу объёма,
{\displaystyle n_{A},\ n_{B}} — объёмные концентрации реагирующих частиц A и B,
{\displaystyle \langle \sigma \nu _{A,B}\rangle } — активность, произведение сечения реакции на усреднённую скорость частиц в распределении Максвелла.
Произведение {\displaystyle \langle \sigma v_{A,B}\rangle } зависит от температуры и имеет максимум при некоторой температуре, так как при малых температурах энергия частиц недостаточна для преодоления энергетического барьера, а при слишком высоких температурах кинетическая энергия столкновения частиц начинает превышать энергию связи продуктов слияния ядер и вероятность слияния падает. Зависимость активности трёх важнейших термоядерных реакций от температуры приведена на рисунке.

## Термоядерные реакции
Некоторые важнейшие экзотермические термоядерные реакции с большими сечениями:
| (1)  | D   | + | T   | → |   | 4He | (3,5 MeV)    | + |   | n   | (14,1 MeV) |   |   |              |  |        |
| (2)  | D   | + | D   | → |   | T   | (1,01 MeV)   | + |   | p   | (3,02 MeV) |   |   |              |  | (50 %) |
| (3)  |     |   |     | → |   | 3He | (0,82 MeV)   | + |   | n   | (2,45 MeV) |   |   |              |  | (50 %) |
| (4)  | D   | + | 3He | → |   | 4He | (3,6 MeV)    | + |   | p   | (14,7 MeV) |   |   |              |  |        |
| (5)  | T   | + | T   | → |   | 4He |              | + | 2 | n   | + 11,3 MeV |   |   |              |  |        |
| (6)  | 3He | + | 3He | → |   | 4He |              | + | 2 | p   |            | + | γ | (+12,85 MeV) |  |        |
| (7)  | 3He | + | T   | → |   | 4He |              | + |   | p   |            | + | n | + 12,1 MeV   |  | (51 %) |
| (8)  |     |   |     | → |   | 4He | (4,8 MeV)    | + |   | D   | (9,5 MeV)  |   |   |              |  | (43 %) |
| (9)  |     |   |     | → |   | 4He | (0,5 MeV)    | + |   | n   | (1,9 MeV)  | + | p | (11,9 MeV)   |  | (6 %)  |
| (10) | D   | + | 6Li | → | 2 | 4He | + 22,4 MeV - |   |   |     |            |   |   |              |  |        |
| (11) | p   | + | 6Li | → |   | 4He | (1,7 MeV)    | + |   | 3He | (2,3 MeV)  |   |   |              |  |        |
| (12) | 3He | + | 6Li | → | 2 | 4He |              | + |   | p   | + 16,9 MeV |   |   |              |  |        |
| (13) | p   | + | 11B | → | 3 | 4He | + 8,7 MeV    |   |   |     |            |   |   |              |  |        |
| (14) | n   | + | 6Li | → |   | 4He |              | + |   | T   | + 4,8 MeV  |   |   |              |  |        |

## Мюонный катализ
Термоядерная реакция может быть существенно облегчена при введении в реакционную плазму отрицательно заряженных мюонов.
Мюоны µ−, вступая во взаимодействие с термоядерным топливом, образуют мезомолекулы, в которых расстояние между ядрами атомов топлива многократно (≈200 раз) меньше, что облегчает их сближение и, кроме того, повышает вероятность туннелирования ядер через кулоновский барьер.
Число реакций синтеза Xc, инициируемое одним мюоном, ограничено величиной коэффициента прилипания мюона. Экспериментально удалось получить значения Xc ~100, то есть один мюон способен высвободить энергию ~ 100 × Х МэВ, где Х — энергетический выход катализируемой реакции.
Пока величина освобождаемой энергии меньше, чем энергетические затраты на производство самого мюона (5-10 ГэВ). Таким образом, мюонный катализ пока энергетически невыгодный процесс. Коммерчески выгодное производство энергии с использованием мюонного катализа возможно при Xc ~ 104. Мюоны в свою очередь нестабильны и быстро распадаются, поэтому добавлять их необходимо постоянно.

## Применение
Применение термоядерной реакции как практически неисчерпаемого источника энергии связано в первую очередь с перспективой освоения технологии управляемого термоядерного синтеза (УТС). В настоящее время научная и технологическая база не позволяет использовать УТС в промышленных масштабах.

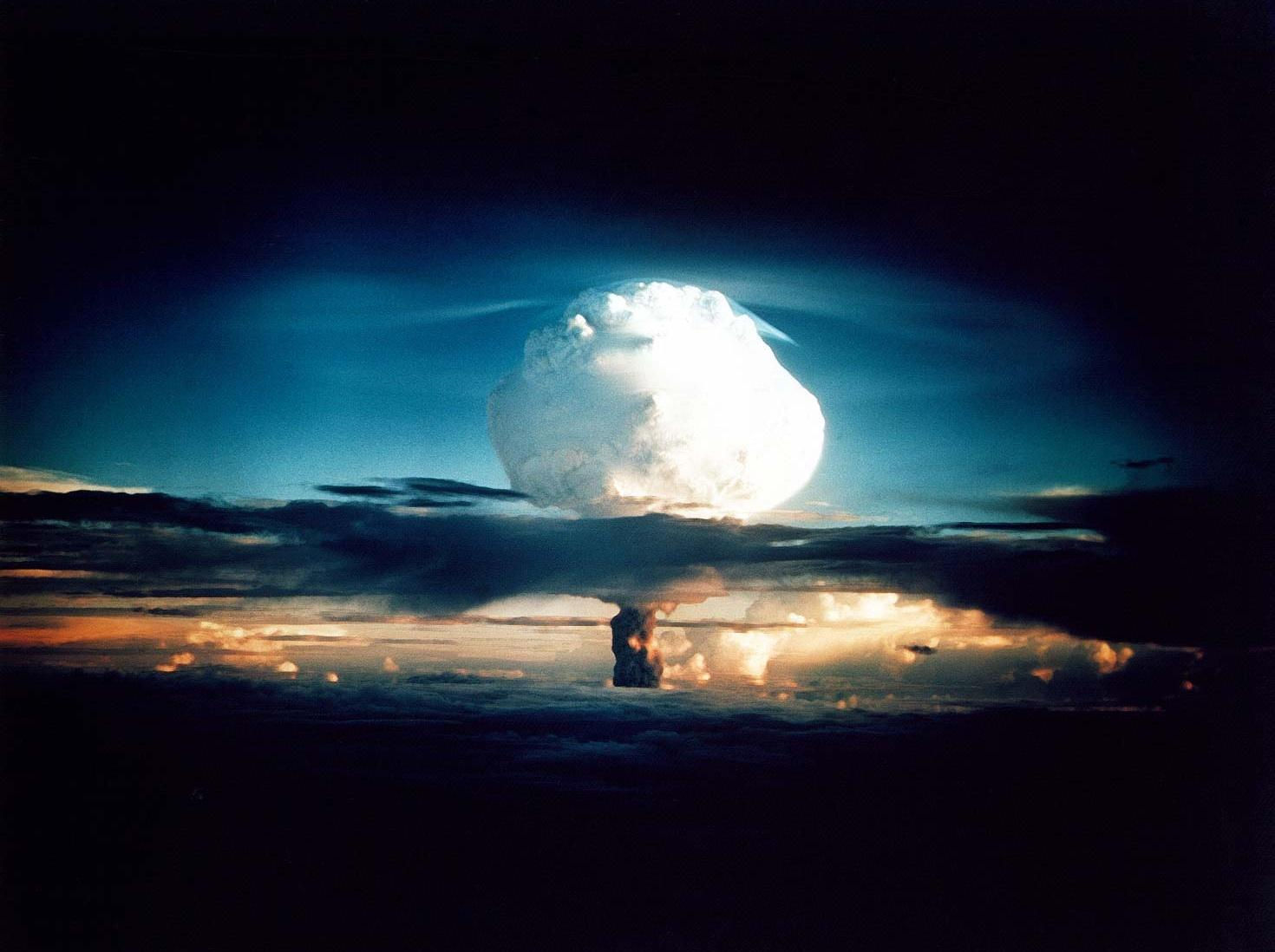
Первое испытание прототипа водородной бомбы. США, 1 ноября 1952 г. Проект Ivy Mike

Вместе с тем неуправляемая термоядерная реакция нашла своё применение в военном деле. Впервые термоядерное взрывное устройство было испытано в ноябре 1952 года в США, а уже в августе 1953 года в Советском Союзе испытали термоядерное взрывное устройство в виде авиабомбы. Мощность термоядерного взрывного устройства (в отличие от атомного) ограничена лишь количеством используемого для его создания материала, что позволяет создавать взрывные устройства практически любой мощности.